# Simulium tokachiense
Simulium tokachiense är en tvåvingeart som beskrevs av Takaoka 2006. Simulium tokachiense ingår i släktet Simulium och familjen knott. Inga underarter finns listade i Catalogue of Life.